# Gefle Dagblad
Gefle Dagblad est un quotidien suédois, fondé en 1895. Il est publié à Gävle sept jours par semaine. Sa ligne éditoriale est liberal. Le quotidien fait partie du «Mittmedia»-konzern. Il partage la rédaction des sports avec Arbetarbladet.
À l'été 2015, Gefle Dagblad publie une série d'articles décrivant les liens entre la mosquée de Gävle, l'islamisme radical et l'État islamique. Deux membres de la congrégation de la mosquée dénoncent GD à la police pour diffamation de l'imam de la congrégation et diffamation d'un jeune leader de la congrégation, mais le chancelier de justice choisit de ne pas engager de poursuites, estimant que le journal ne s'est pas exprimé de manière suffisamment sérieuse.
En septembre 2015, la rédaction a été menacée d'une bombe par une femme qui exigeait l'annulation d'un article sur l'imam Abo Raad,, mais la police n'a pas trouvé de bombe dans les locaux du journal. 